# Лейзерович, Евгений Ефимович
Евге́ний Ефи́мович Лейзеро́вич (12 декабря 1927, Москва — 29 августа 2014, Тель-Авив) — советский и российский экономико-географ, известный своими трудами в области экономико-географического районирования; доктор географических наук (1990).

## Биография
Окончил географический факультет Московского государственного университета по кафедре экономической географии СССР в 1953 году, там же — аспирантуру под руководством Н. Н. Баранского. В 1953—1960 годах работал в проектном институте «Гидроэнергопроект». С 1960 по 1994 гг. — в ЦНИИП градостроительства в Москве.
Кандидатскую диссертацию по теме «Экономико-географические основы районной планировки Киргизской ССР»" защитил в 1965 году в МГУ; докторскую диссертацию по теме «Экономические микрорайоны СССР: опыт типологического исследования» — в 1990 году в Институте географии АН СССР.
Е. Е. Лейзерович был одним из ведущих представителей районной школы в российской социально-экономической географии, специалист в области экономического районирования, районной планировки, расселения, теории социально-экономической географии Он детально разработал дробное (внутриобластное) районирование территории СССР и Российской Федерации, ныне известное как «районирование Лейзеровича» (или «сетка Лейзеровича»).
В 1970-х годах Лейзерович, вместе с О. А. Кибальчичем, предложил концепцию «равноприоритетности» расселения и размещения производства. Сетка дробного районирования территории РСФСР состояла из 423 экономических микрорайонов (ЭМР). В 1980-х годах такое районирование было распространено на всю территорию СССР (719 ЭМР). В 2008 году им был разработан новый вариант районирования Российской Федерации, насчитывающий 463 микрорайона. Представлял экономические микрорайоны (ЭМР) как комплексные социально-экономические образования, отражающие реальное или потенциальное тяготение территории к основным центрам. Каждый ЭМР — это компактная группа административных районов и городов внерайонного подчинения, объединённых общностью географического положения и общей транспортной сетью. Совокупность ЭМР отражает особенности расселения, транспортной сети и освоенности территории страны.

## Публикации

### Монографии
- Экономико-географические проблемы освоения пустынь (на примере Западной Туркмении). М.: Мысль, 1968. — 160 с.
- F. M. Listengurt, E. E. Leizerovich, A. T. Jruschov, V. R. Popov, D. D. Zhilina. Problemas urbanos en la U.S.S.R. y China. Барселона: Los Libros De La Frontera «José Batlló», 1974. — 152 p.
- Руководство по районированию территории для целей районной планировки. ЦНИИП градостроительства. М., 1978. — 64 с.
- Взаимосвязь размещения производства и расселения людей в СССР (в соавторстве с О. А. Кибальчичем, препринт). М.—Киев, 1979. — 19 с.
- Комплексная районная планировка (с В. Н. Белоусовым и В. В. Владимировым). М.: Стройиздат, 1980. — 246 с.
- Географические науки и районная планировка (с Т. В. Звонковой). М.: Мысль, 1980. — 221 с.
- Районная планировка: Справочник проектировщика. Главы «Народное хозяйство СССР» (С. 26—36), «Объекты и виды районной планировки» (С. 48—51), «Экономические микрорайоны» (С. 51—56), «Взаимосвязь схем и проектов районной планировки с другими видами проектирования и планирования» (С. 59—65), «Принципы реализации схем и проектов районной планировки» (С. 224—231). М.: Стройиздат, 1986. — 325 с.
- Рекомендации по районированию территории СССР для целей расселения и районной планировки. М.: Стройиздат, 1988. — 216 с.
- Теория и практика экономического районирования: Курс лекций. В 2-х частях. М.: Российский открытый университет, 1994. — 72 с.
- Социальные и экономические итоги российской колонизации Туркестана. Тель-Авив, 2001. — 269 с.
- Экономические микрорайоны России (сетка и типология). М.: Трилобит, 2004. — 131 с.

### Под редакцией Е. Е. Лейзеровича
- Районная планировка: Сборник научных трудов ЦНИИП градостроительства. М., 1980. — 99 с.
- Географические науки и районная планировка. Вопросы географии. М., 1980. — 222 с.
- Районная планировка: Справочник проектировщика. М.: Стройиздат, 1986. — 325 с.

### Статьи
- Вопросы дробного экономического районирования в свете работ по районной планировке (на примере Киргизской ССР) // Вопросы географии. Сб. 65. М., 1964. С. 128—143.
- Узловые вопросы экономического микрорайонирования // Известия АН СССР. Сер. географическая. 1972, № 6. С. 26—36.
- Экономико-географическое положение как понятие // Основные понятия экономической географии. М., 1975. С. 26—31.
- О процессе территориальной концентрации населения (на примере РСФСР) // Известия ВГО. 1979, № 3. С. 233—238.
- Районная планировка как вид географической практики // Вопросы географии. Сб. 113. М., 1980. С. 11—26.
- Локальные системы расселения и экономическое микрорайонирование // Вопросы географии. Сб. 129. М., 1986. С. 69—76.
- Уровни организации пространства: экономико-географический анализ // Известия РАН. Сер. географическая. 1995, № 2. С. 67—74.
- Базовые составляющие экономико-географического положения стран и регионов // Известия РАН. Сер. географическая. 2006, № 1. С. 9—14.
- Типология местностей России (экономические микрорайоны России: сетка и типология) // Социальная реальность. 2007, № 7. С. 84—125.[17]
- Сетка экономических микрорайонов России. Вариант 2008 года // Региональные исследования. 2010, № 4. С.14—28.
- Калейдоскоп малых районов (экономических микрорайонов) России // Современные проблемы общественной географии. М., 2011. С. 130—141.
- О Николае Николаевиче Баранском // Региональные исследования. 2012, № 3. С. 3—11.
- Опыт количественной оценки территориальной концентрации населения мира // Вопросы географии. Сб. 135. М., 2013. С. 72—81.
- Об основных экономических районах (макрорайонах) России // Региональные исследования. 2014, № 3. С. 4—11.